# Braunsia mimetica
Braunsia mimetica är en stekelart som beskrevs av Charles Thomas Brues 1924. Braunsia mimetica ingår i släktet Braunsia och familjen bracksteklar. Inga underarter finns listade.